# Stamsjövägen (naturreservat)
Stamsjövägen är ett naturreservat i Oskarshamns kommun i Kalmar län.
Området är naturskyddat sedan 2013 och är 453 hektar stort. Reservatet omfattar södra delen av sjöarna Lilla och Stora Grytsjön och består av lövskogar med ekar, kärr, myrar, gungflyn och sumpskogar. 